# J. Bayard Clark
Jerome Bayard Clark (* 5. April 1882 bei Elizabethtown, Bladen County, North Carolina; † 26. August 1959 in Fayetteville, North Carolina) war ein US-amerikanischer Politiker. Zwischen 1929 und 1949 vertrat er den Bundesstaat North Carolina im US-Repräsentantenhaus.

## Werdegang
J. Bayard Clark wurde auf der Phoebus-Plantage nahe Elizabethtown geboren. Er besuchte die öffentlichen Schulen seiner Heimat und das Davidson College. Danach studierte er an der University of North Carolina in Chapel Hill. Nach einem anschließenden Jurastudium und seiner 1906 erfolgten Zulassung als Rechtsanwalt begann er in Elizabethtown in diesem Beruf zu arbeiten. Von 1910 bis 1922 war er Präsident der Bank of Elizabethtown. Politisch wurde er Mitglied der Demokratischen Partei. Im Jahr 1915 wurde er in das Repräsentantenhaus von North Carolina gewählt. Seit 1920 lebte er in Fayetteville.
Clark war zwischen 1909 und 1919 auch Mitglied im Staatsvorstand seiner Partei. Bei den Kongresswahlen des Jahres 1928 wurde er im sechsten Wahlbezirk von North Carolina in das US-Repräsentantenhaus in Washington, D.C. gewählt, wo er am 4. März 1929 die Nachfolge von Homer L. Lyon antrat. Nach neun Wiederwahlen konnte er bis zum 3. Januar 1949 zehn Legislaturperioden im Kongress absolvieren. Seit 1933 vertrat er dort als Nachfolger von Walter Lambeth den siebten Distrikt seines Staates. Als Kongressabgeordneter erlebte Clark zunächst die Weltwirtschaftskrise und danach die Verabschiedung der New-Deal-Gesetze der Bundesregierung unter Präsident Franklin D. Roosevelt. Seit Dezember 1941 war auch die Arbeit des Kongresses von den Ereignissen des Zweiten Weltkrieges und den Folgen bestimmt. Im Jahr 1933 wurden der 20. und der 21. Verfassungszusatz ratifiziert. Von 1931 bis 1935 war Clark Vorsitzender des ersten Wahlausschusses.
1948 verzichtete J. Bayard Clark auf eine weitere Kandidatur. In den folgenden Jahren praktizierte er wieder als Anwalt. Er starb am 26. August 1959 in Fayetteville, wo er auch beigesetzt wurde.